# Santa Fe de Mondújar
Santa Fe de Mondújar là một đô thị thuộc tỉnh Almería, ở cộng đồng tự trị Andalusia, Tây Ban Nha. Đô thị này có 35 diện tích km², dân số năm 2005 là 437 người.

## Biến động dân số
| 1999 | 2000 | 2001 | 2002 | 2003 | 2004 | 2005 |
| ---- | ---- | ---- | ---- | ---- | ---- | ---- |
| 414  | 473  | 458  | 456  | 437  | 433  | 437  |

Nguồn: INE (Tây Ban Nha)